# Bouvignies (Nord)
Pour les articles homonymes, voir Bouvignies.
Bouvignies est une commune française située dans le département du Nord, en région Hauts-de-France.

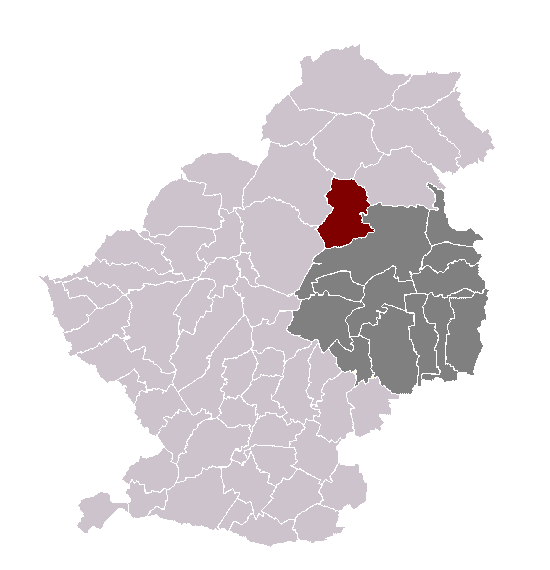
Bouvignies dans son canton et son arrondissement.

## Géographie

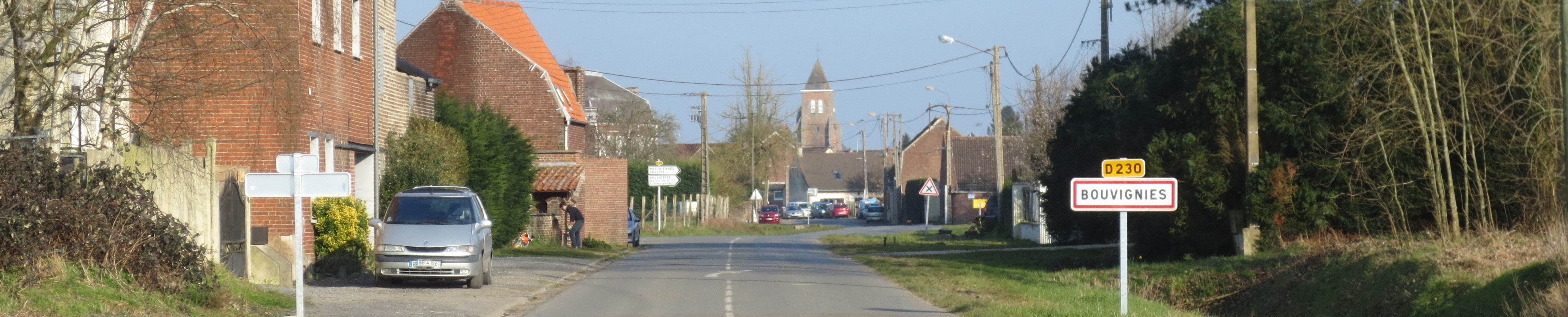
Vue panoramique de Bouvignies

### Localisation

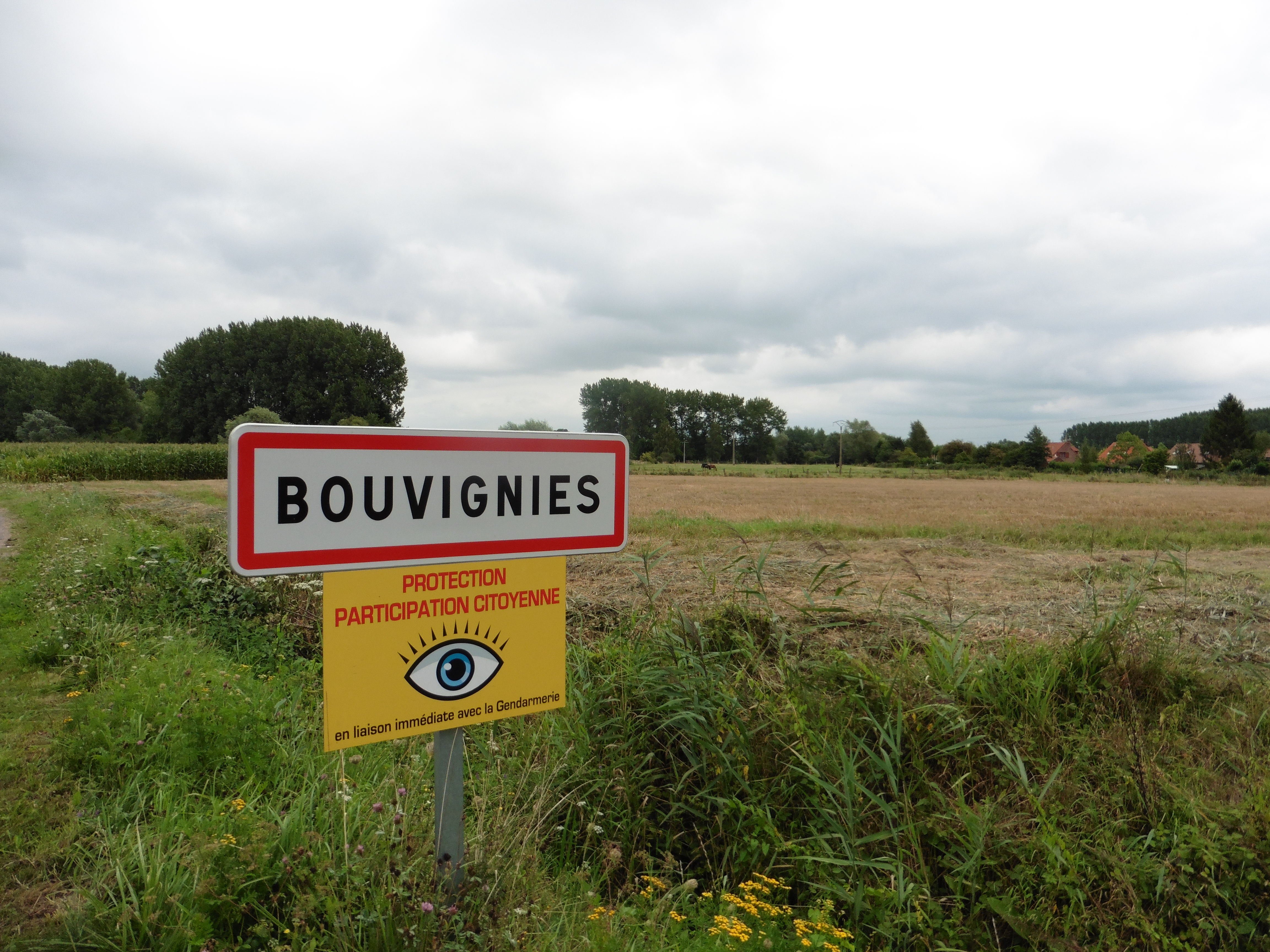
Entrée de Bouvignies dans le Nord région Nord-Pas-de-Calais France.

Bouvignies est commune limitrophe du nord d'Orchies.

Elle est située à 21,4 Km à l'Est de Valenciennes et à 25,7 Km de Lille à vol d'oiseau.
| Coutiches         | Orchies    | Beuvry-la-Forêt |
|                   | Bouvignies |                 |
| Flines-lez-Raches |            | Marchiennes     |

### Hydrographie

#### Réseau hydrographique
La commune est située dans le bassin Artois-Picardie. Elle est drainée par le Courant de Coutiches Amont, le Courant de coutiches aval, le Courant du Houblon, la Molière, le Courant d'eau et divers autres petits cours d'eau,.
| (texte à fusionner) Bouvignies est traversé par le courant de Coutiches Amont encore appelé ruisseau de Coutiches. |

Le Courant de Coutiches Amont, d'une longueur de 17 km, prend sa source dans la commune de Thumeries et se jette  dans le Marichon à Marchiennes, après avoir traversé huit communes. 

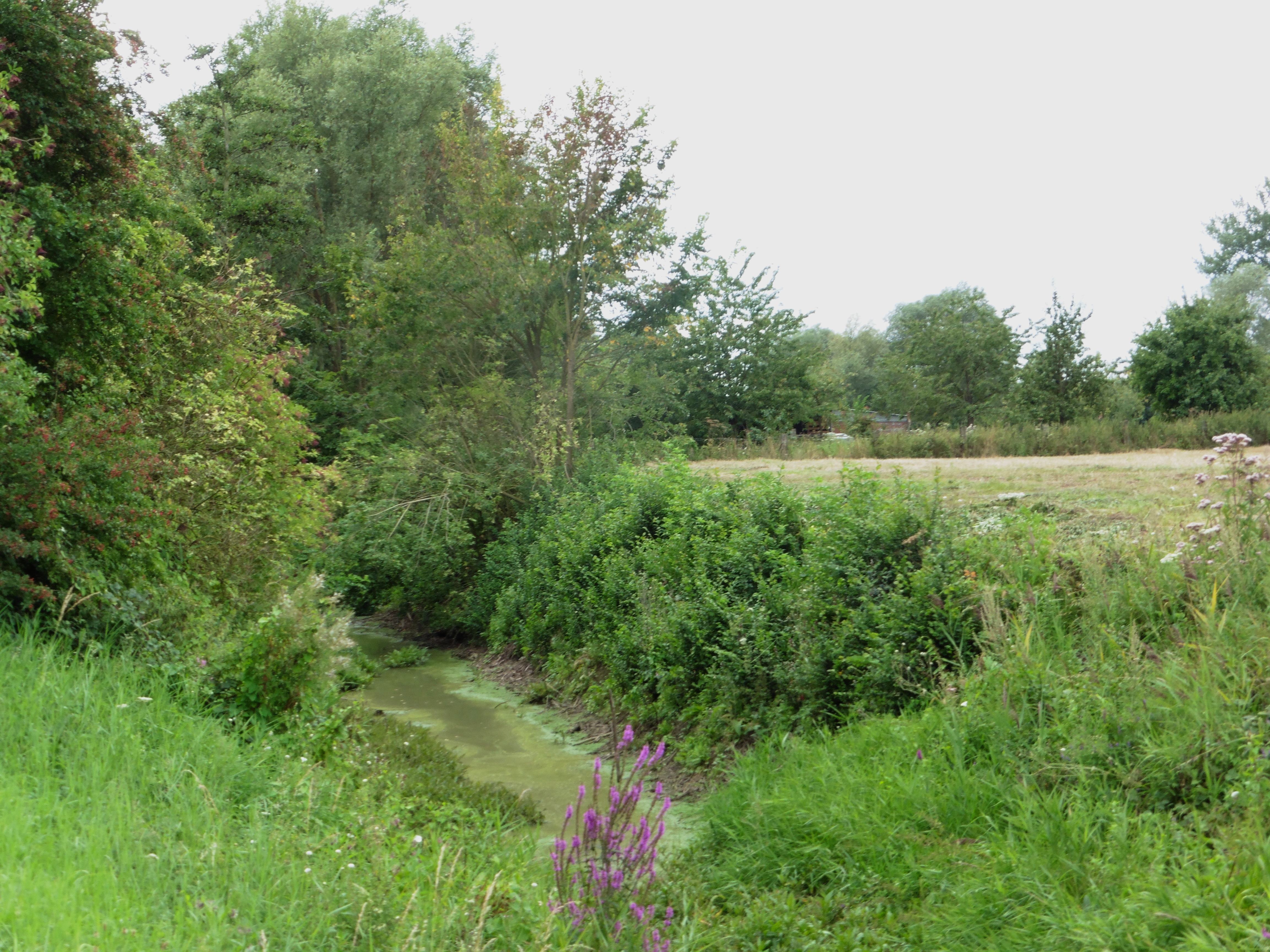
Le courant de Coutiches à Bouvignies_(Nord).
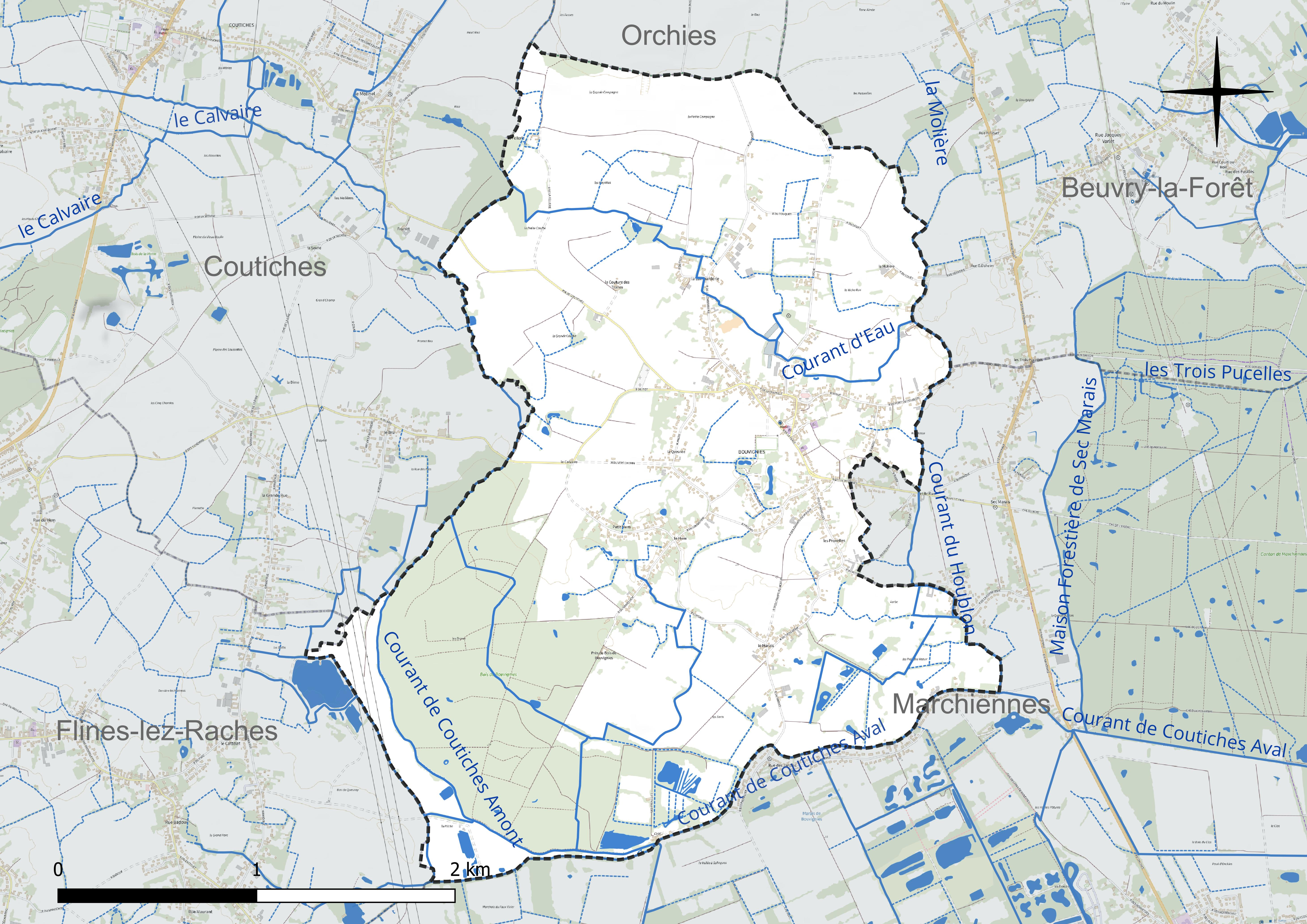
Réseau hydrographique de Bouvignies.

#### Gestion et qualité des eaux
Le territoire communal est couvert par le schéma d'aménagement et de gestion des eaux (SAGE) « Scarpe aval ». Ce document de planification concerne un territoire de 624 km2 de superficie, délimité par le bassin versant de la Scarpe aval, comprenant la Pévèle, la plaine de la Scarpe et le bassin minier avec l'Ostrevent. Le périmètre a été arrêté le 18 mars 1997 et le SAGE proprement dit a été approuvé le 12 mars 2009, puis révisé le 5 juillet 2021. La structure porteuse de l'élaboration et de la mise en œuvre est le parc naturel régional Scarpe-Escaut. 
La qualité des cours d'eau peut être consultée sur un site dédié géré par les agences de l'eau et l'Agence française pour la biodiversité. 

### Climat
Pour des articles plus généraux, voir Climat des Hauts-de-France et Climat du Nord.
En 2010, le climat de la commune est de type climat océanique dégradé des plaines du Centre et du Nord, selon une étude du CNRS s'appuyant sur une série de données couvrant la période 1971-2000. En 2020, Météo-France publie une typologie des climats de la France métropolitaine dans laquelle la commune est exposée à un climat océanique et est dans la région climatique  Nord-est du bassin Parisien, caractérisée par un ensoleillement médiocre, une pluviométrie moyenne régulièrement répartie au cours de l'année et un hiver froid (3 °C). 
Pour la période 1971-2000, la température annuelle moyenne est de 10,6 °C, avec une amplitude thermique annuelle de 14,6 °C. Le cumul annuel moyen de précipitations est de 710 mm, avec 11,8 jours de précipitations en janvier et 9,2 jours en juillet. Pour la période 1991-2020, la température moyenne annuelle observée sur la station météorologique la plus proche, située sur la commune de Cappelle-en-Pévèle à 10 km à vol d'oiseau, est de 11,1 °C et le cumul annuel moyen de précipitations est de 736,6 mm,. Pour l'avenir, les paramètres climatiques de la commune estimés pour 2050 selon différents scénarios d'émission de gaz à effet de serre sont consultables sur un site dédié publié par Météo-France en novembre 2022.

## Urbanisme

### Typologie
Au 1er janvier 2024, Bouvignies est catégorisée bourg rural, selon la nouvelle grille communale de densité à sept niveaux définie par l'Insee en 2022.
Elle appartient à l'unité urbaine d'Orchies, une agglomération intra-départementale regroupant cinq  communes, dont elle est une commune de la banlieue,,. Par ailleurs la commune fait partie de l'aire d'attraction de Lille (partie française), dont elle est une commune de la couronne,. Cette aire, qui regroupe 201 communes, est catégorisée dans les aires de 700 000 habitants ou plus (hors Paris),.

### Occupation des sols
L'occupation des sols de la commune, telle qu'elle ressort de la base de données européenne d'occupation biophysique des sols Corine Land Cover (CLC), est marquée par l'importance des territoires agricoles (73,9 % en 2018), en diminution par rapport à 1990 (77 %). La répartition détaillée en 2018 est la suivante : 
terres arables (37,3 %), zones agricoles hétérogènes (23,4 %), forêts (16,8 %), prairies (13,2 %), zones urbanisées (9,3 %). L'évolution de l'occupation des sols de la commune et de ses infrastructures peut être observée sur les différentes représentations cartographiques du territoire : la carte de Cassini (XVIIIe siècle), la carte d'état-major (1820-1866) et les cartes ou photos aériennes de l'IGN pour la période actuelle (1950 à aujourd'hui).

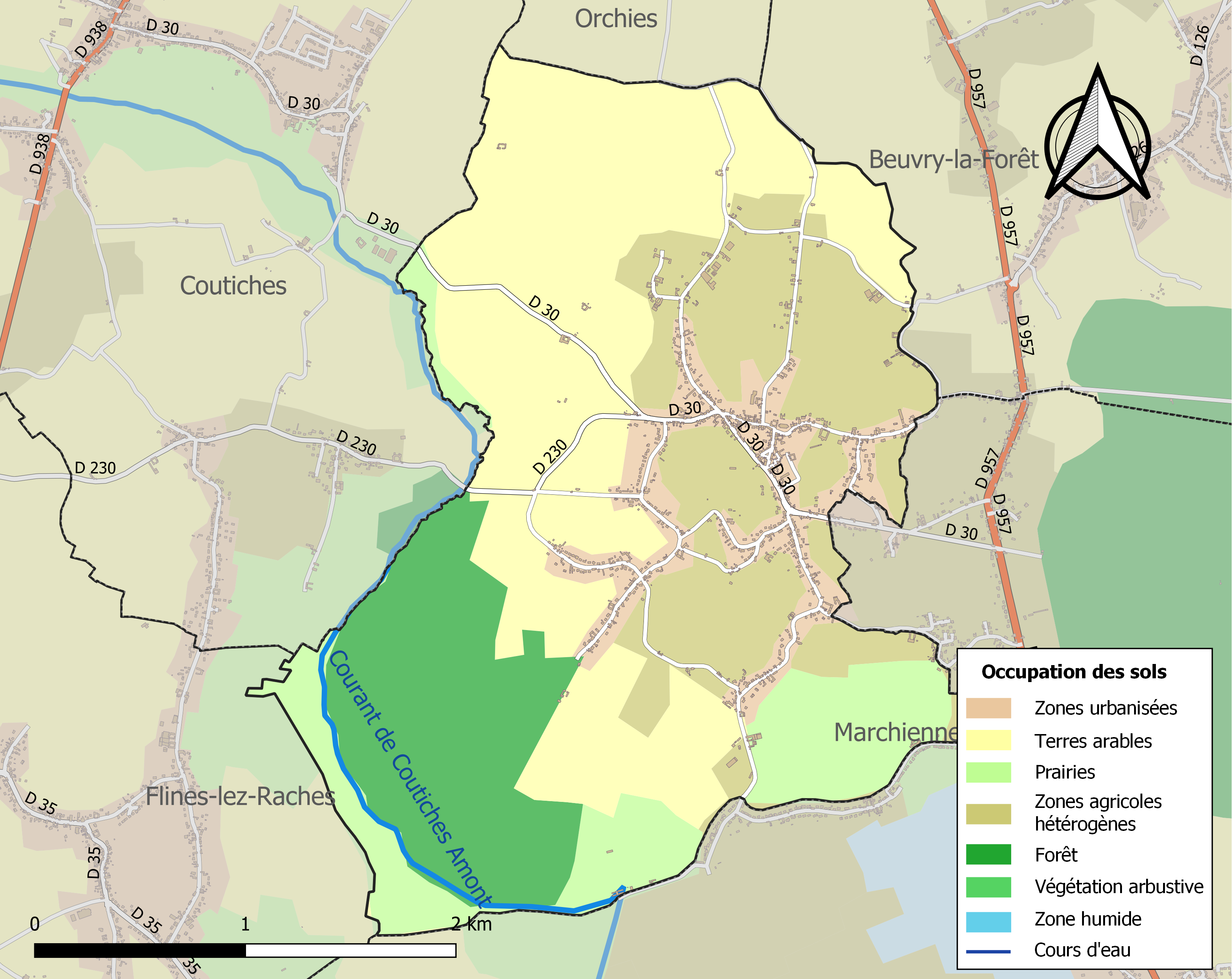
Carte des infrastructures et de l'occupation des sols de la commune en 2018 (CLC).

## Toponymie
Du latin bovis (« bovin »), à l'origine du nom d'homme germanique Bovo avec le suffixe familial –ing ou du latin bovaria , « étable à bœufs » puis « petite ferme ».[réf. nécessaire]

## Histoire
- Des fouilles permirent de mettre au jour des médailles en argent de Postume d'époque gallo-romaine.
- Jean Joseph l'Espagnol né à Bouvignies en 1638 et achète la bourgeoisie de Douai le 3 mars 1663 et devint procureur général de cette ville[23]. Son arrière-arrière-petit-fils Charles Hyacinthe Joseph Lespagnol de Grimbry sera maire de Wasquehal de 1800 à 1845.
- Dès le XVIIe siècle, des membres de la famille de Nédonchel font du château de Bouvignies leur résidence familiale et ont leur caveau familial dans l'église. Il s'agit de riches seigneurs qui au fil du temps cumuleront les titres : marquis de Nédonchel et de Bouvignies, de Hennin, de Querenaing, d'Artres, de Warlaing, comte du souverain Bruay-en-Artois, vicomte de Nieuland, d'Ochtezeele et de Sainte-Croix, châtelain héréditaire de Cassel, baron de Ravensberghe (voir Seigneurs de Ravensberghe).
- En 1723, lors de l'autorisation donnée à Octave Eugène de Nédonchel de porter le titre de marquis, la terre de Bouvignies est confirmée dans le titre de baronnie, elle consiste en bois, moulin, maison, brasserie, terres, rentes ayant toutes les justices (justice seigneuriale), 2000 livres de produit. La terre et baronnie de Bouvignies appartient depuis un siècle et demi à ses ancêtres. Jean de Nédonchel en a servi le dénombrement au roi d'Espagne le 15 février 1607[24].
- Le 21 avril 1676 Louis XIV venant de Douai passe par Bouvignies pour aller assiéger Condé[25].
- En 1710 lors du Siège de Douai le prince héréditaire de Hesse et autres généraux de cavalerie eurent leur quartier général à Bouvignies.

## Politique et administration

### Tendances politiques et résultats
Résultat élection municipale & communautaire 2014: dix-neuf sièges sont à pourvoir; on dénombre 1276 inscrits, dont 978 votants (76.65%) et 298 abstentions (23.35%), 37 votes blancs ou nuls (2.90%), suffrages exprimés 941 soit 73.75%. Ont obtenu la liste "Bien vivre à Bouvignies" : 61.21% (16 sièges pour l'équipe F.Pradalier)
Liste "Bouvignies Avec Vous" : 38.78% (3 sièges pour l'équipe M.Léopold)
Lors du premier tour des élections municipales le 15 mars 2020, dix-neuf sièges sont à pourvoir ; on dénombre 1 251 inscrits, dont 751 votants (60,03 %) et 500 abstentions (39.97%), 6 votes blancs (0,8 %), suffrages exprimés 738 (58.99%). Ont obtenu la liste Bouvignies autrement menée par Gilles Février : 340 voix (46,07 %) soit 4 sièges au conseil municipal. Et la liste Bien vivre à Bouvignies menée par Frédéric Pradalier : 398 voix (53,93 %), ce qui lui permet de remporter 15 sièges sur 19,. 58 voix séparent les deux listes.

### Liste des maires
Maire de 1802 à 1808 : Tréhout,.

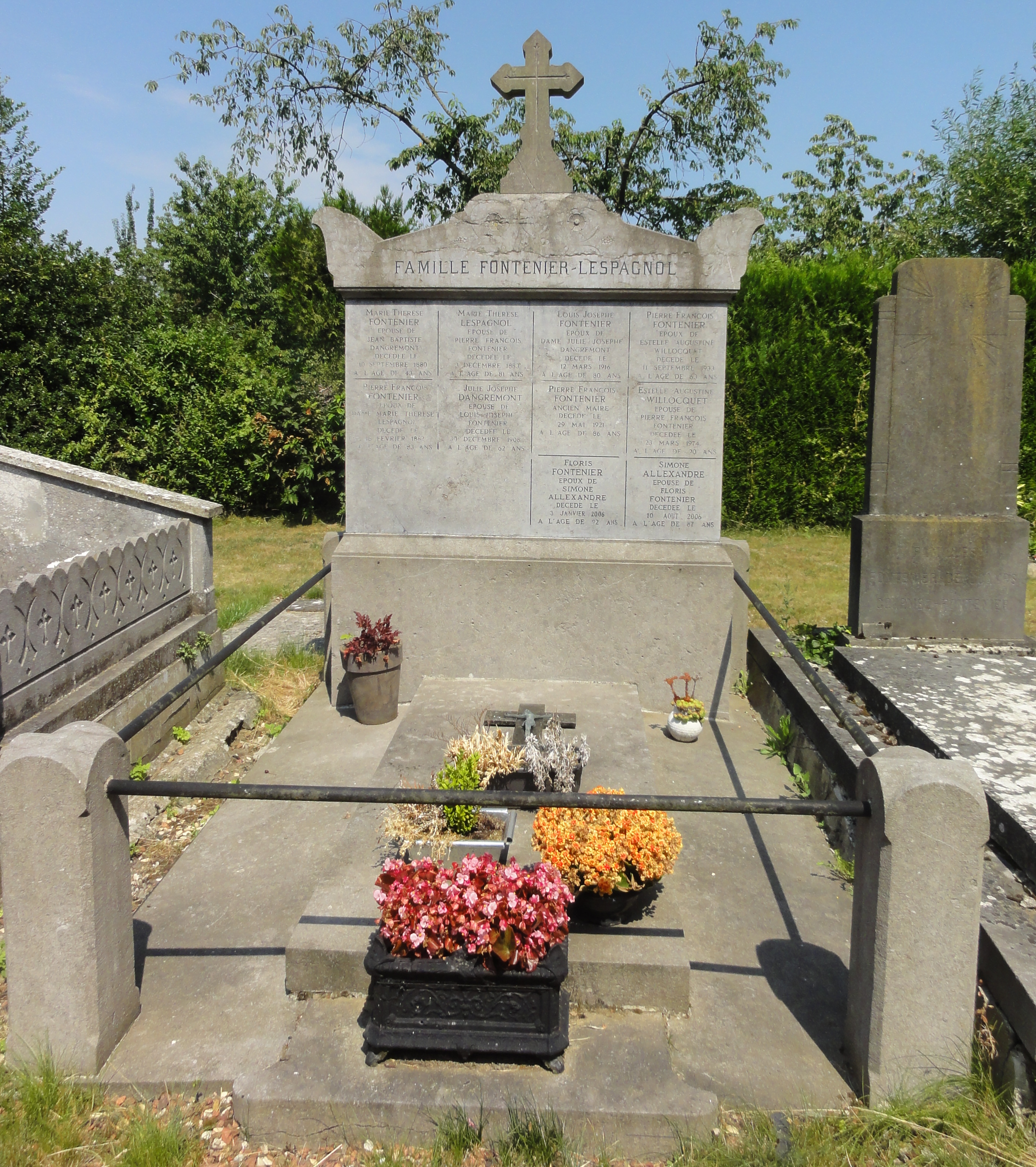
Tombe de Pierre-François Fontenier dans le cimetière de l'église Saint-Maurice de Bouvignies.

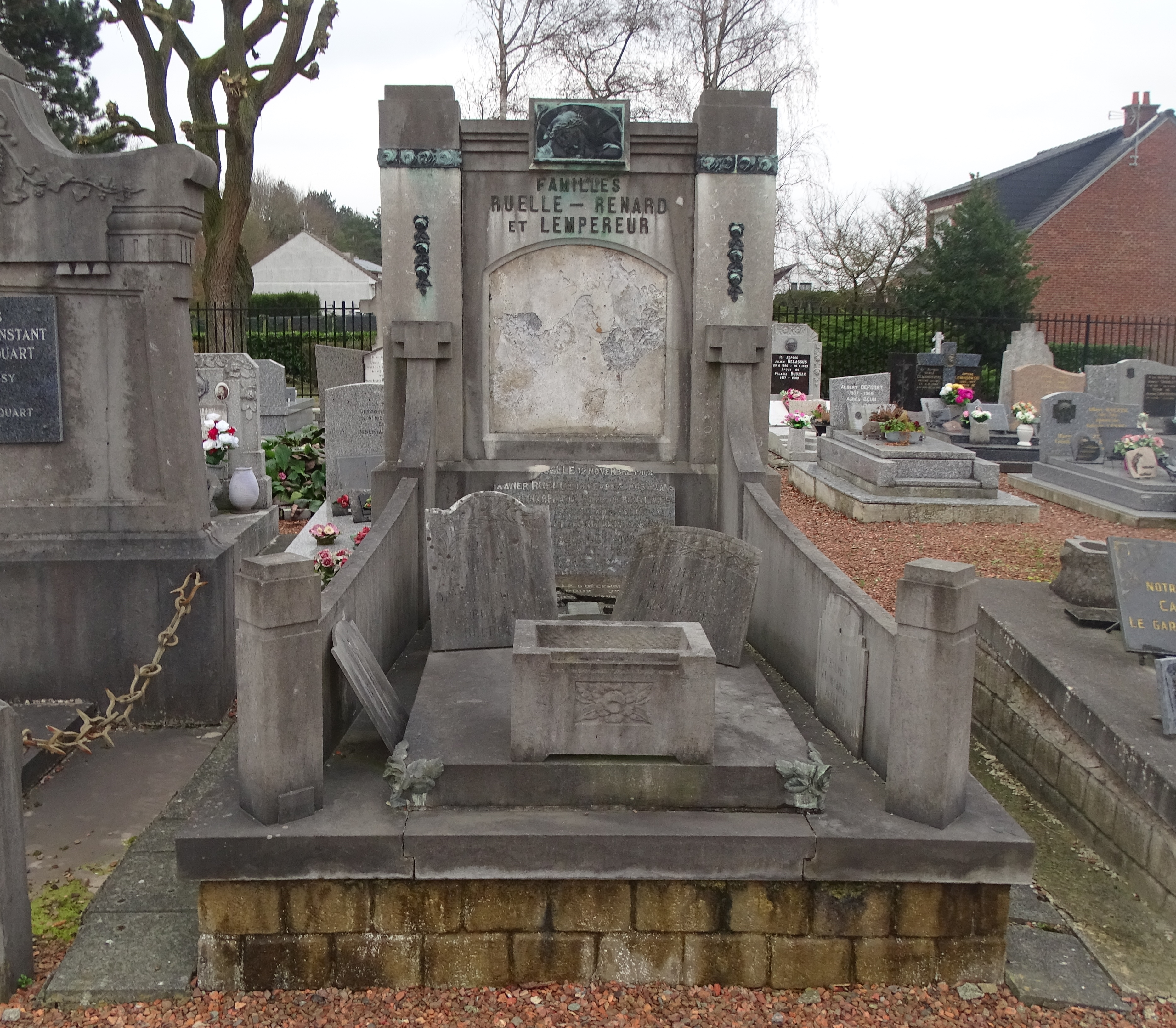
Tombe de Pierre Marécaux au cimetière de Guesnain.

| Identité                                                      | Période     | Période                                   | Durée  | Étiquette                   |
| Identité                                                      | Début       | Fin                                       | Durée  | Étiquette                   |
| ------------------------------------------------------------- | ----------- | ----------------------------------------- | ------ | --------------------------- |
| Pierre Marécaux (d) (mort le 10 janvier 1940)                 | années 1930 | 21 janvier 1940 (mort en cours de mandat) |        |                             |
| Achille Alphonse Valin (d)                                    | années 1940 | années 1950                               |        |                             |
| Antoine Wartelle (d)                                          | années 1950 | années 1950                               |        |                             |
| Pierre Bisiaux (d), (4 février 1912 - 8 juin 1999)            | années 1950 | mars 1983                                 |        |                             |
| Francinet Rossignol (d), (9 décembre 1924 - 17 novembre 2003) | mars 1983   | mars 1989                                 | 6 ans  |                             |
| Ronald Valdix (d) (23 juillet 1949 - 28 mai 2011)             | mars 1989   | 1997                                      | 8 ans  |                             |
| Jacques Delrue (d),                                           | 1997        | mars 2014                                 | 17 ans | Le Mouvement de la ruralité |
| Frédéric Pradalier (d), (né le 19 septembre 1959)             | mars 2014   | En cours                                  | 11 ans | divers droite               |
| Pierre-François Fontenier (d) (mort le 29 mai 1921)           |             |                                           |        |                             |

## Population et société

### Démographie

#### Évolution démographique
L'évolution du nombre d'habitants est connue à travers les recensements de la population effectués dans la commune depuis 1793. Pour les communes de moins de 10 000 habitants, une enquête de recensement portant sur toute la population est réalisée tous les cinq ans, les populations de référence des années intermédiaires étant quant à elles estimées par interpolation ou extrapolation. Pour la commune, le premier recensement exhaustif entrant dans le cadre du nouveau dispositif a été réalisé en 2007.

En 2022, la commune comptait 1 564 habitants, en évolution de +1,56 % par rapport à 2016 (Nord : +0,51 %, France hors Mayotte : +2,11 %).
| 1793  | 1800  | 1806  | 1821  | 1831  | 1836  | 1841  | 1846  | 1851  |
| ----- | ----- | ----- | ----- | ----- | ----- | ----- | ----- | ----- |
| 1 425 | 1 468 | 1 455 | 1 726 | 1 836 | 1 900 | 1 873 | 1 878 | 1 976 |

| 1856  | 1861  | 1866  | 1872  | 1876  | 1881  | 1886  | 1891  | 1896  |
| ----- | ----- | ----- | ----- | ----- | ----- | ----- | ----- | ----- |
| 1 915 | 1 864 | 1 845 | 1 723 | 1 651 | 1 618 | 1 570 | 1 516 | 1 440 |

| 1901  | 1906  | 1911  | 1921  | 1926  | 1931  | 1936  | 1946  | 1954  |
| ----- | ----- | ----- | ----- | ----- | ----- | ----- | ----- | ----- |
| 1 351 | 1 352 | 1 321 | 1 231 | 1 244 | 1 181 | 1 160 | 1 146 | 1 135 |

| 1962  | 1968  | 1975  | 1982  | 1990  | 1999  | 2006  | 2007  | 2012  |
| ----- | ----- | ----- | ----- | ----- | ----- | ----- | ----- | ----- |
| 1 125 | 1 114 | 1 128 | 1 257 | 1 426 | 1 537 | 1 516 | 1 513 | 1 541 |

| 2017  | 2022  | - | - | - | - | - | - | - |
| ----- | ----- | - | - | - | - | - | - | - |
| 1 535 | 1 564 | - | - | - | - | - | - | - |

#### Pyramide des âges
La population de la commune est relativement jeune.
En 2018, le taux de personnes d'un âge inférieur à 30 ans s'élève à 33,7 %, soit en dessous de la moyenne départementale (39,5 %). À l'inverse, le taux de personnes d'âge supérieur à 60 ans est de 24,4 % la même année, alors qu'il est de 22,5 % au niveau départemental.
En 2018, la commune comptait 780 hommes pour 757 femmes, soit un taux de 50,75 % d'hommes, largement supérieur au taux départemental (48,23 %).
Les pyramides des âges de la commune et du département s'établissent comme suit.
| Hommes | Classe d’âge | Femmes |
| ------ | ------------ | ------ |
| 0,7    | 90 ou +      | 1,3    |
| 6,5    | 75-89 ans    | 7,5    |
| 15,5   | 60-74 ans    | 17,4   |
| 22,9   | 45-59 ans    | 20,8   |
| 18,4   | 30-44 ans    | 21,5   |
| 13,5   | 15-29 ans    | 13,2   |
| 22,5   | 0-14 ans     | 18,1   |

| Hommes | Classe d’âge | Femmes |
| ------ | ------------ | ------ |
| 0,5    | 90 ou +      | 1,4    |
| 5,3    | 75-89 ans    | 8,1    |
| 14,8   | 60-74 ans    | 16,2   |
| 19,1   | 45-59 ans    | 18,4   |
| 19,5   | 30-44 ans    | 18,7   |
| 20,7   | 15-29 ans    | 19,1   |
| 20,2   | 0-14 ans     | 18     |

### Santé
La commune possède plusieurs services de santé dont une psychologue, un cabinet d'infirmer et de médecins.

### Enseignement
Bouvignies fait partie de l'académie de Lille.
Elle compte deux écoles une privée et une publique.

### Sports
La commune de Bouvignies possède plusieurs clubs associatifs et deux infrastructures sportives (Terrain de football et courts de tennis).
| Association                                | Sport         | Fondé en |
| ------------------------------------------ | ------------- | -------- |
| À la croisée des chemins                   | Marche        | 2012     |
| Association Sportive Loisirs de Bouvignies | Course à pied | 1986     |
| L'Entente Sportive de Bouvignies           | Football      | 1972     |
| Tennis Club du Manoir de Bouvignies        | Tennis        | 1987     |

### Média
Le site d'information locale www.bouvigniens.org de l'association Le Printemps Bouvignien.

## Économie
Au début du XXe siècle, Bouvignies comptait trois lieux de production de chaussures Rue Neuve, Rue de la Lombarderie et Rue de la Brasserie. Avec l'atelier Europeshoes s'éteindra en 1972 cette production.

### Dette
L'encours de dette correspond au volume d'emprunts et de dettes assimilées restant à rembourser en fin d'année.
Pour des raisons techniques, il est temporairement impossible d'afficher le graphique qui aurait dû être présenté ici.

### Recettes de fonctionnement
Les recettes de fonctionnement correspondent aux impôts locaux, dotations versées par l'État, produits de l'exploitation de cantines, de salles des fêtes, etc.…
Pour des raisons techniques, il est temporairement impossible d'afficher le graphique qui aurait dû être présenté ici.

## Culture et patrimoine

### Lieux et monuments
- Musée de la Colombophilie
- Église Saint-Maurice
- Château des Frenelles[47]
- La Motte féodale

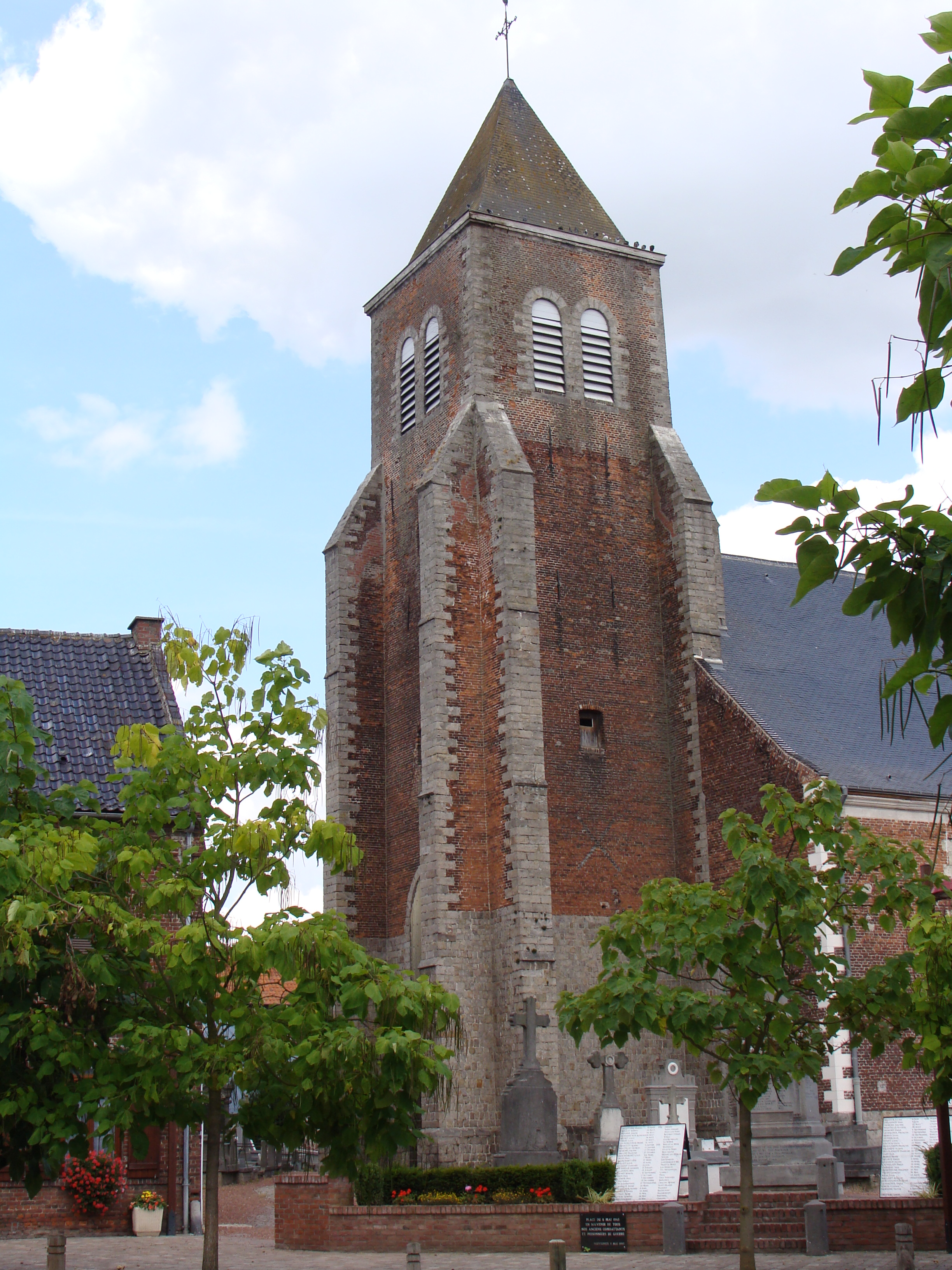
L'église Saint-Maurice.

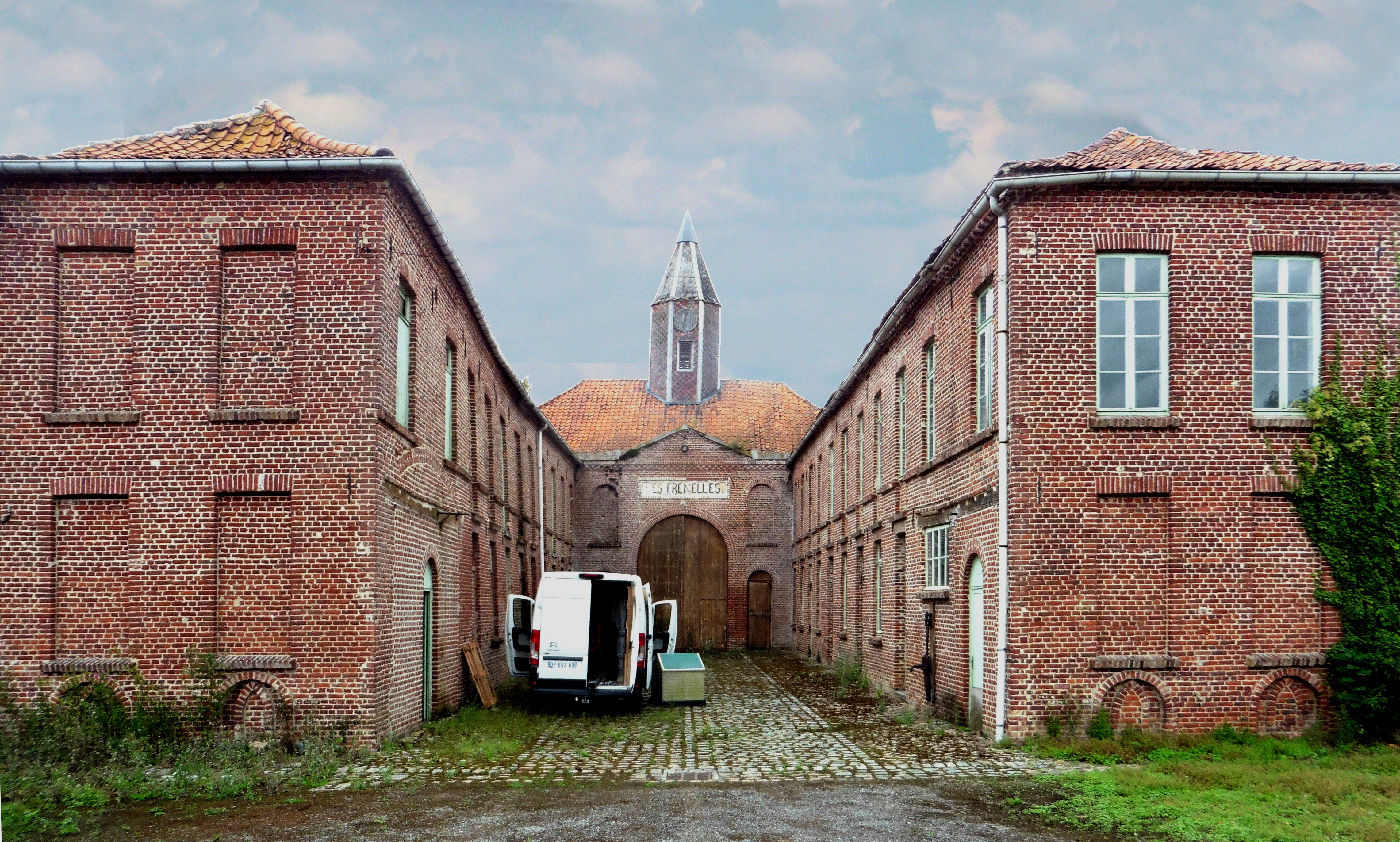
Le château des Frenelles, 59870 Bouvignies

- Gisant de Georges II de Nédonchel - Marquis de Bouvignies (Église Saint-Maurice)

### Personnalités liées à la commune

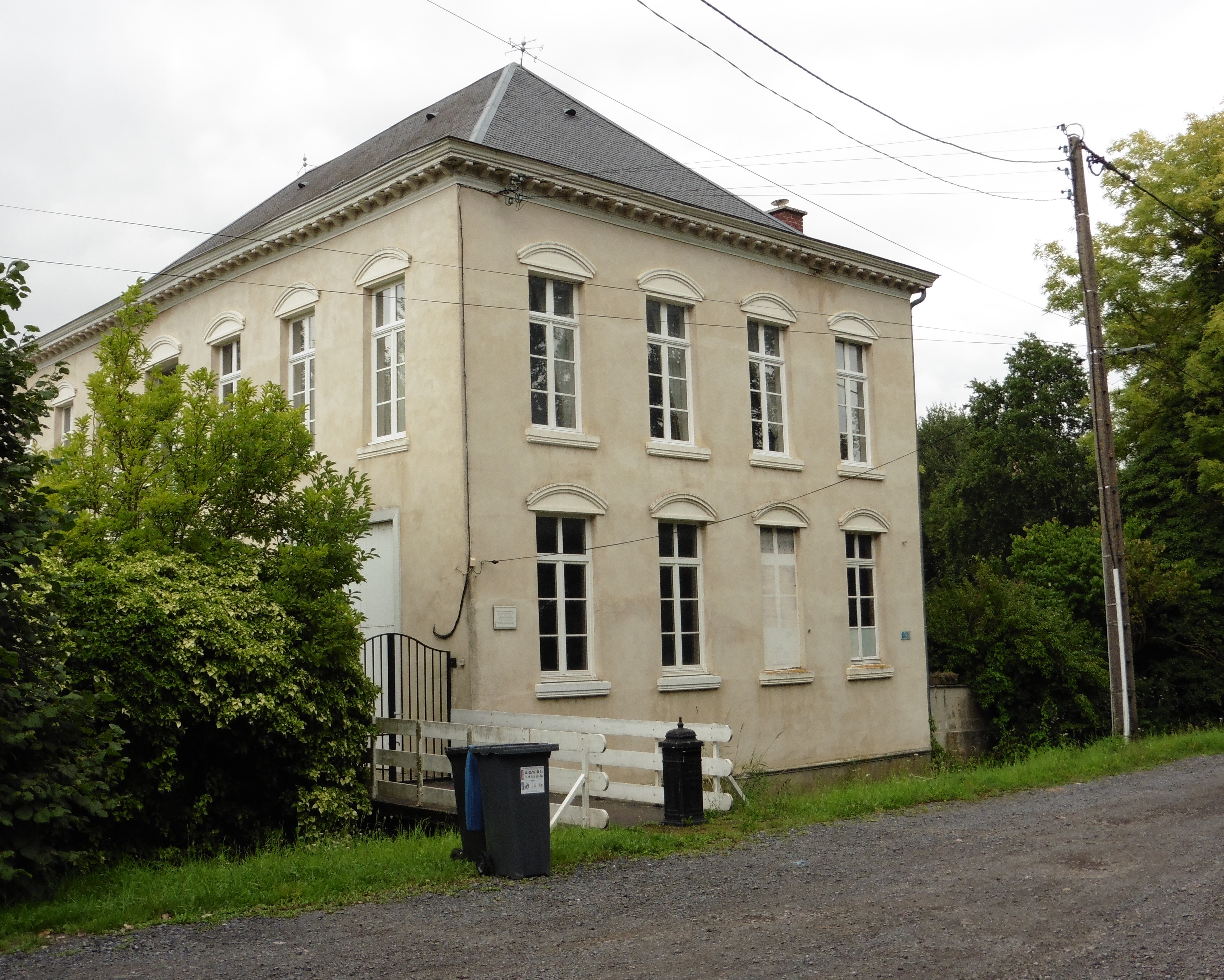
Bouvignies la maison d'Anthony Touret (2)

- Eméné Nyamé élue Miss Flandres en 2008 puis en novembre 2009 élue Miss Model of the World en Chine[48].
- Péronne Goguillon, morte brûlée pour sorcellerie en 1679.
- Antony Thouret (1807-1871), ancien député du Nord (1848-1851) y est mort en 1871.

Près du château des Frenelles planent encore les âmes d'Antony Thouret et de Victor Hugo.
- Jean-Jacques Stenven Artiste peintre

### Héraldique
| Blason de Bouvignies | Les armes de Bouvignies se blasonnent ainsi :"D'azur à la bande d'argent." |

### Folklore
Bouvignies a pour géants Georges IV de Nédonchel et Clément

## Pour approfondir